# Graminaseius piracicabae
Graminaseius piracicabae är en spindeldjursart som först beskrevs av Denmark och Muma 1973.  Graminaseius piracicabae ingår i släktet Graminaseius och familjen Phytoseiidae. Inga underarter finns listade i Catalogue of Life.